# 紅士マコト
紅士 マコト（あかし マコト）は、日本の漫画家。大分県出身。
2006年頃より複数の少年漫画雑誌で読み切り作品を執筆。2007年10月よりウェブコミック誌『FlexComixブラッド』（フレックスコミックス）で「翠の髪のルミナ」を連載していたが、2008年5月より休載中（休載に関するアナウンスは出されていない）。

## 作品一覧
連載
- 翠の髪のルミナ（FlexComixブラッド・2007年10月 - 休載中）

読み切り
- HOT SPRING（月刊コミックラッシュ・2006年9月号）
- 逆転少女（月刊COMICリュウ・2006年11月号）
- 宇宙メイドナノカ（E☆2・2006年Vol.6、2007年vol.9）
- カン忍じゃ!（チャンピオンRED・2007年3月号）
- ふくふく福寿荘（月刊少年ファング・2007年6月号）